# Kazimierz Zarankiewicz

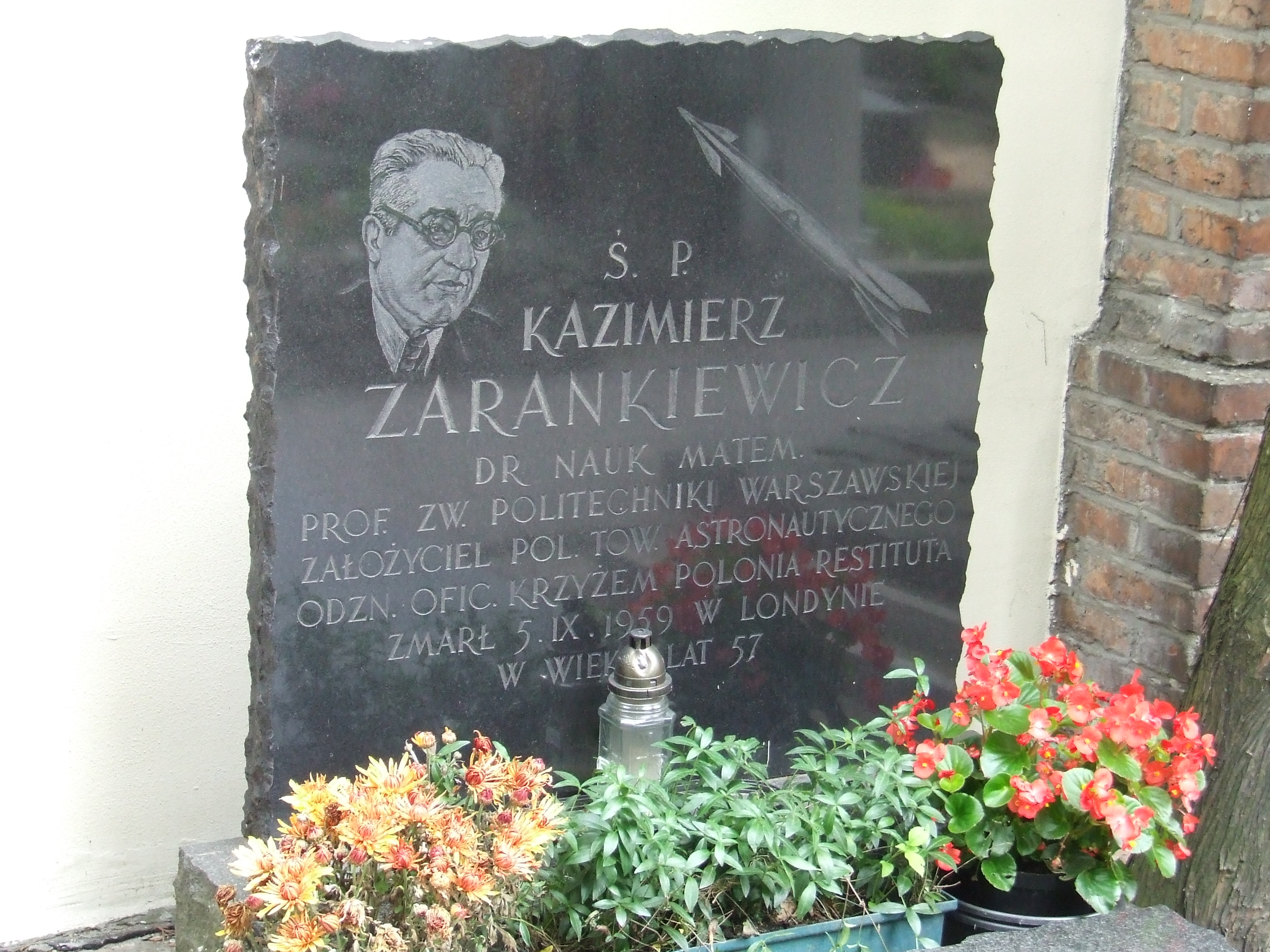
Zarankiewicz’ Grab auf dem Powązki-Friedhof

Kazimierz Zarankiewicz (* 2. Mai 1902 in Częstochowa; † 5. September 1959 in London) war ein polnischer Mathematiker. Sein Hauptinteresse galt der Topologie, komplexen Zahlen und der Zahlentheorie.
Er studierte an der Universität Warschau zusammen mit solch bekannten Mathematikern wie Zygmunt Janiszewski, Mazurkiewicz, Sierpiński, Kuratowski und Stanisław Saks. 1923 wurde er an der Universität Warschau promoviert. Während des Zweiten Weltkrieges wurde er wegen Teilnahme an der Untergrunduniversität in ein Konzentrationslager deportiert. Nach Kriegsende war er Professor an der Technischen Universität Warschau. Ab 1957 war er Vizepräsident der Internationalen Astronautischen Föderation.